# Макмэн, Винсент Джей
Винсент Джеймс Макмэн (англ. Vincent James McMahon; 6 июля 1914[…], Гарлем, Нью-Йорк — 27 мая 1984[…], Дейд, Флорида), часто упоминается как Винсент Джей Макмэн (англ. Vincent J. McMahon) или Винс Макмэн-старший (англ. Vince McMahon Sr.) — американский рестлинг-промоутер. Известен как руководитель Capitol Wrestling Corporation (переименована в World Wide Wrestling Federation, затем в World Wrestling Federation, ныне WWE) с 1954 по 1982. Отец Винса Макмэна-младшего.

## Биография
Винсент Джеймс Макмэн родился 6 июля 1915 года в Гарлеме в семье ирландского происхождения. Его отец, Джесс Макмэн, являлся промоутером боксёров и рестлеров, выступавших в «Мэдисон-сквер-гарден». У Винсента был старший брат Родерик и младшая сестра Дороти. В детстве он проводил много времени с отцом в «Мэдисон-сквер-гарден», изучая семейный бизнес.
Макмэн впервые попробовал работать в этом бизнесе в 1935 году, когда он начал промотировать бои в Хемпстеде, Лонг-Айленд. Но его карьера была приостановлена, когда он поступил на службу в береговую охрану США. Во время службы в Северной Каролине он женился на матери Винса Макмэна.
После развода с ней Макмэн хотел вернуться в рестлинг. Однако успешный промоутер Тутс Мондт, контролировал территорию Нью-Йорка, поэтому Винс был вынужден направить свои амбиции в другое место. В конце концов он остановился на Вашингтоне. Макмэн увидел огромный потенциал для роста, который был у индустрии реслинга в эпоху после Второй мировой войны, особенно с развитием телевидения и его потребностью в новых программах. Как и бокс, рестлинг проходил в основном на небольшом ринге и мог быть достаточно показан одной или двумя камерами, а места для его проведения можно было легко оборудовать в телевизионных студиях, что снижало затраты на производство.
Группа Макмэна, Capitol Wrestling Corporation, которая позже была переименована в World Wide Wrestling Federation (WWWF) и World Wrestling Federation (WWF), стала доминировать в рестлинге в 1950-х и 1960-х годах в самом густонаселенном районе страны — на северо-востоке. Под его контролем находились в основном Балтимор, Нью-Йорк и Нью-Джерси. Несмотря на свое название, WWWF, как и все рестлинг-промоушены той эпохи, был в основном региональной компанией. Однако именно она стала доминировать в самом прибыльном регионе. В 1956 году Макмэн начал транслировать свои матчи по телевидению в среду вечером на канале DuMont Network. Телепередача велась из старого амбара в Вашингтоне. Это была одна из последних прямых спортивных трансляций борющейся сети, прежде чем она вышла из бизнеса в следующем году; однако WABD, флагманская станция DuMont в Нью-Йорке (ныне WNYW, принадлежащая Fox), сохранила шоу, став независимой станцией, и транслировала рестлинг по субботам до 1971 года.
В своей биографии рестлерша Невероятная Мула утверждала, что Макмэн был одним из первых промоутеров, который делил доходы от продаж со своими рестлерами. В отличие от своего сына, Макмэн считал, что работа промоутера должна оставаться за кулисами и никогда не должна вмешиваться в действия на ринге. В результате Макмэн почти никогда не спускался на ринг. Однако его можно увидеть стоящим у ринга во время печально известного боя на «Мэдисон-сквер-гарден» между Сержантом Слотером и Патом Паттерсоном. Хотя Макмэн снялся в фильме «Рестлер» (1974), в актёрском составе которого преобладали рестлеры тех времён, он считал, что рестлеры должны оставаться рестлерами и не переходить в другие формы культуры. Соответственно, он не одобрил появление Халка Хогана в фильме «Рокки 3» в 1982 году, что привело к временному уходу Хогана из WWF в American Wrestling Association Верна Ганье. Когда его сын приобрел WWF, он мыслил иначе, чем его отец. Он вновь нанял Хогана в качестве своей главной звезды и горячо поддерживал рестлеров, развивающих свою деятельность в других областях, а также проводил перекрестные рекламные акции с различными музыкантами, актёрами и другими личностями, не связанными с рестлингом.
В 1982 году Макмэн продал материнскую компанию World Wrestling Federation своему сыну Винсу Макмэну и его компании Titan Sports. Его сын, к большому беспокойству отца, решил сделать WWF национальной и, в конечном итоге, всемирной. «Если бы мой отец знал, что я собираюсь сделать», — сказал младший Макмэн журналу Sports Illustrated в 1991 году, — «он никогда бы не продал мне свои акции». Конкурентная тактика младшего Макмэна оказалась успешной, и WWF быстро стала самым выдающимся представителем спортивных развлечений. Его сын Винс до сих пор руководит промоушеном отца, который с 2002 года называется World Wrestling Entertainment (WWE). Внуки Макмэна Шейн и Стефани также работают в WWE.
24 мая 1984 года Макмэн умер в возрасте 69 лет от рака поджелудочной железы.
Винсент Джей Макмэн был включён в Зал славы WWF в 1996 году своим внуком Шейном.
15 февраля 2016 года на шоу Raw было объявлено о создании награды, названной в честь Винса Макмэна-старшего: «Премия имени Винсента Джей Макмэна — Наследие превосходства» (англ. Vincent J. McMahon Legacy of Excellence Award). В начале эпизода Raw от 22 февраля 2016 года Винс Макмэн-младший вручил эту награду своей дочери Стефани.

## Личная жизнь
От первой жены, Виктории Эскью (урожденной Ханнер) (11 июля 1920 — 20 января 2022), у Макмэна было два сына: Родерик Джеймс «Род» Макмэн III (12 октября 1943 — 20 января 2021), и Винс Макмэн (род. 24 августа 1945). Макмэн женился на своей второй жене, Хуаните Уинн Джонстон (20 декабря 1916 — 19 января 1998), и пара жила в Форт-Лодердейле.

## Награды
- Зал славы и музей рестлинга
  - С 2004 года
- World Wrestling Federation
  - Зал славы WWE (1996)
- Wrestling Observer Newsletter
  - Зал славы Wrestling Observer Newsletter (1996)
- Другие награды
  - Зал славы «Мэдисон-сквер-гарден» (1984)